# Dorcadion heydenii
Dorcadion heydenii là một loài bọ cánh cứng trong họ Cerambycidae.